# Aleksandr Ajchienwald
Aleksandr Ajchienwald (Ejchienwald) (ros. Александр Юльевич Айхенвальд (Эйхенвальд), ur. 1899, zm. 11 września 1941 w Orle) – radziecki ekonomista.
Wnuk rabina i syn krytyka literackiego Jurija Ajchienwalda. Po rewolucji aktywnie wspierał bolszewików, był członkiem RKP(b). Autor wielu prac o tematyce ekonomicznej, które uznano za „klasykę marksizmu”. Odwiedził ojca na emigracji i bezskutecznie próbował przekonać go do powrotu do ZSRR. Był blisko Lwa Trockiego i Nikołaja Bucharina. Po procesie w sprawie antyradzieckiego prawicowego bloku trockistowskiego został oskarżony o powiązania z trockistami i aresztowany. Przetrzymywany w więzieniu.
Po ataku Niemiec na ZSRR został rozstrzelany wraz z innymi więźniami więzienia w Orle.